# My Friends
My Friends е сингъл на американската фънк рок група Ред Хот Чили Пепърс. Това е четвъртата песен от албума One Hot Minute.
Песента е мелодична балада и е единиствената песен от One Hot Minute, която намира място в компилацията Greatest Hits. Основни теми в текста са самотата и празнотата, които хората понякога чувстват. Песента е посветена главно на мъчителните времена през които преминава Флий по време на развода с първата си жена и трудностите по време на записване на новия албум на групата.
Първият видеоклип към песента представя бандата в малка лодка заобиколена от вода. Антъни Кийдис не харесва видеото, защото смята че не е реалистично и групата записва нов клип заедно с Гавин Боудън, в който те се намират в студио.